# Oscar Mina
Pour les articles homonymes, voir Mina.
Oscar Mina (né le 24 septembre 1958) est un homme politique de Saint-Marin, membre du Parti démocrate-chrétien. Il est capitaine-régent de Saint-Marin pour la période du 1er avril au 1er octobre 2009 avec Massimo Cenci et du 1er avril au 1er octobre 2022 avec Paolo Rondelli. 
Oscar Mina est élu au Grand Conseil général en tant que membre du Parti démocrate-chrétien en 2006.